# Kladentsi
Kladentsi, também grafada como Kladenci e Kladentzi (Кладенци no alfabeto cirílico), é uma aldeia do município de Tervel, na província de Dobrich, no nordeste da Bulgária. 
Em 2007, possuía uma população de 209 habitantes e uma área de 19,166 km², localizando-se a 338 quilômetros de Sófia, capital da Bulgária. Encontra-se na faixa de 100 a 200 metros acima do nível do mar e possui uma densidade populacional de 10,9 habitantes por quilômetro quadrado.